# Сьо Сеі (1800—1803)
Сьо Сеі (яп. 尚 成; 4 грудня 1800 — 7 лютого 1803) — 22-й ван Рюкю в 1802—1803 роках. Не слід плутати з іншим ваном Сьо Сеі, що панував в XVI ст. При написі ієрогліфами вони різняться, в китайському варіанті цей зветься Чен, а старший Сеі — Цін.

## Життєпис
Походив з Другої династії Сьо. Син вана Сьо Она. Народився 1800 року. 1802 року після смерті батька успадкував владу. В цей час вирувала потужна епідемія віспи, від якої помер Сьо Сеі 1803 року. Влада перейшла до його стрийка Сьо Кьо.